# Kathia
Kathia właśc. Katarzyna Półrolniczak – polska piosenkarka, kompozytorka i autorka tekstów piosenek.

## Życiorys
Pochodzi z Poznania.
Jej debiutancki album zatytułowany „przestrzeń” ukazał się 7 listopada 2023 nakładem Universal Music Polska.

## Dyskografia

### Albumy studyjne
| Rok  | Dane dot. albumu |
| ---- | --- |
| 2023 | przestrzeń - Wydany: 7 listopada 2023 - Wytwórnia: Universal Music Polska - Format: CD, digital download, streaming |

EP
| Rok  | Dane dot. albumu                                                                          |
| ---- | ----------------------------------------------------------------------------------------- |
| 2020 | Town - Wydany: 22 sierpnia 2020 - Wytwórnia: Borówka Music - Format: CD, digital download |

### Single
| Rok  | Tytuł                      | Najwyższa pozycja na liście | Album      |
| Rok  | Tytuł                      | LP3                         | Album      |
| ---- | -------------------------- | --------------------------- | ---------- |
| 2019 | "Kimosabi"                 | –                           | Town       |
| 2019 | "Better Of"                | –                           | Town       |
| 2019 | "Thing We Did"             | –                           | Town       |
| 2020 | "Town"                     | –                           | Town       |
| 2020 | "Same Shit, Different Boy" | –                           | Town       |
| 2023 | "Berlin"                   | X                           | przestrzeń |
| 2023 | "Kamfora"                  | X                           | przestrzeń |
| 2023 | "ciało"                    | X                           | przestrzeń |
| 2023 | "lekka jak powietrze"      | X                           | przestrzeń |
| 2023 | "bałagan"                  | X                           | przestrzeń |
| 2023 | "TIMOTHEE CHALAMET"        | X                           | przestrzeń |
| 2024 | "Listopad"                 | 12                          | –          |
| 2024 | "Wszystko jedno"           | –                           | –          |
| 2025 | "Stój"                     | –                           | –          |
| 2025 | "Rosa" (oraz Lor)          | –                           | –          |
| 2025 | "Nie ten czas"             | –                           | –          |

## Nagrody i nominacje
| Rok  | Konkurs                 | Kategoria                 | Tytułem                                    | Rezultat  | Źródło |
| ---- | ----------------------- | ------------------------- | ------------------------------------------ | --------- | ------ |
| 2023 | Bestsellery Empiku 2023 | Odkrycie Empiku- Muzyka   | Kathia- przestrzeń                         | Wygrana   | [ 10 ] |
| 2023 | FAMA                    | Nagroda Tryton            | Największa osobowość artystyczna festiwalu | Wygrana   | [ 11 ] |
| 2024 | Fryderyki 2024          | Fonograficzny Debiut Roku | Kathia                                     | Nominacja | [ 12 ] |